# Liten sprötmossa
Liten sprötmossa (Eurhynchium pulchellum) är en bladmossart som beskrevs av Jennings 1913. I den svenska databasen Dyntaxa används istället namnet Eurhynchiastrum pulchellum. Enligt Catalogue of Life ingår Liten sprötmossa i släktet sprötmossor och familjen Brachytheciaceae, men enligt Dyntaxa är tillhörigheten istället släktet Eurhynchiastrum och familjen Brachytheciaceae. Arten är reproducerande i Sverige. Inga underarter finns listade i Catalogue of Life.